# Bugenhagenhaus (Lutherstadt Wittenberg)

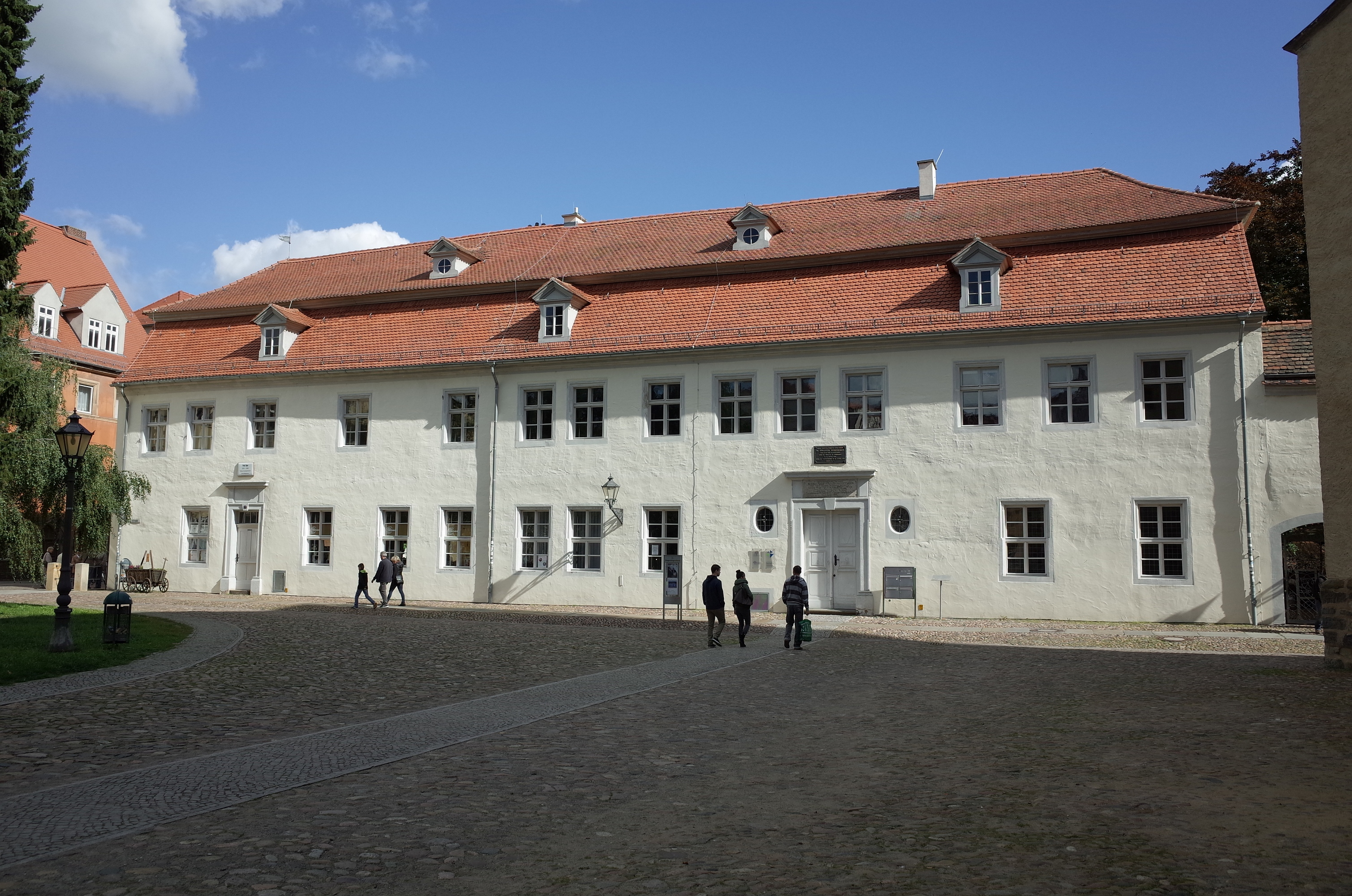
Bugenhagenhaus

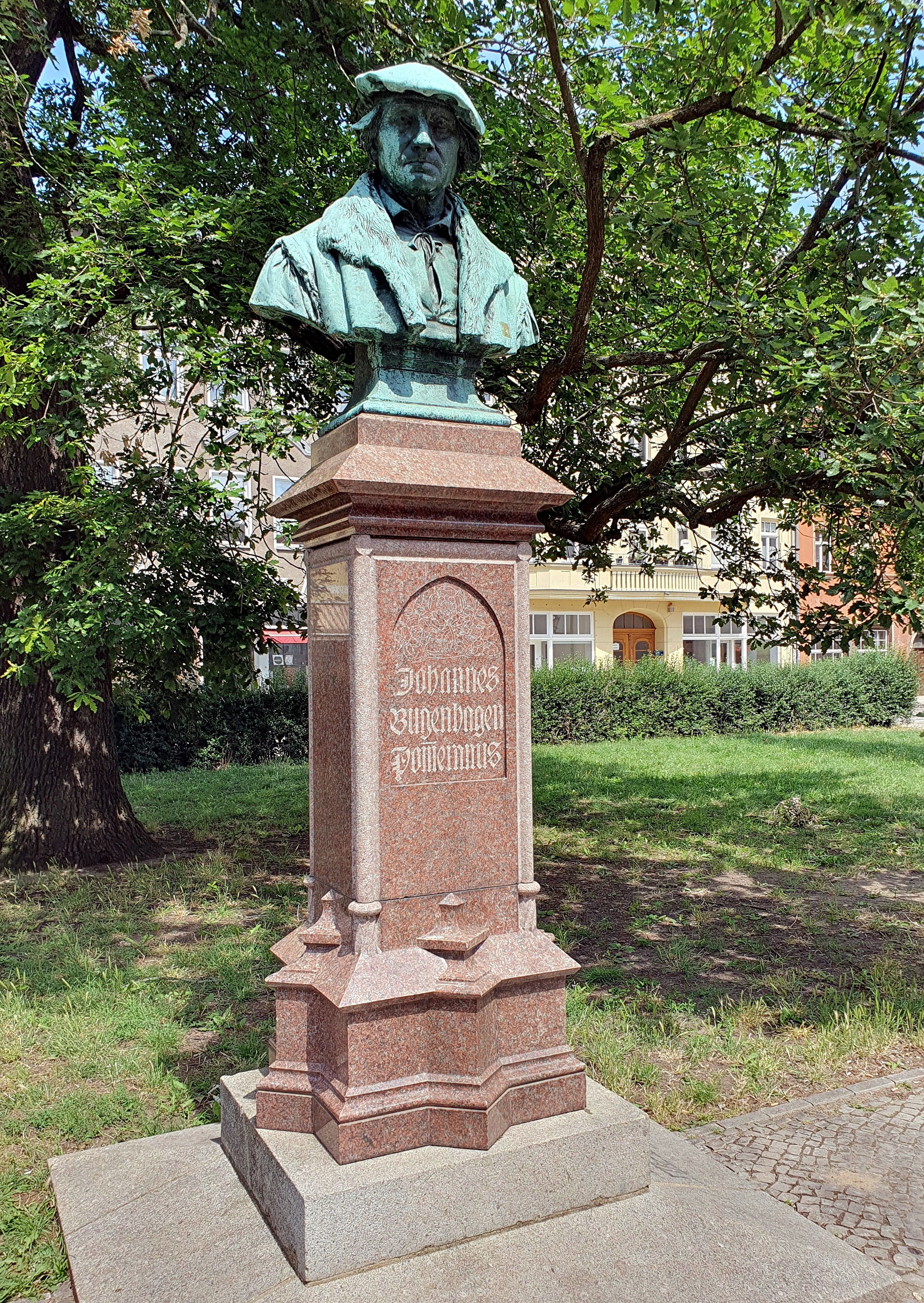
Bugenhagendenkmal

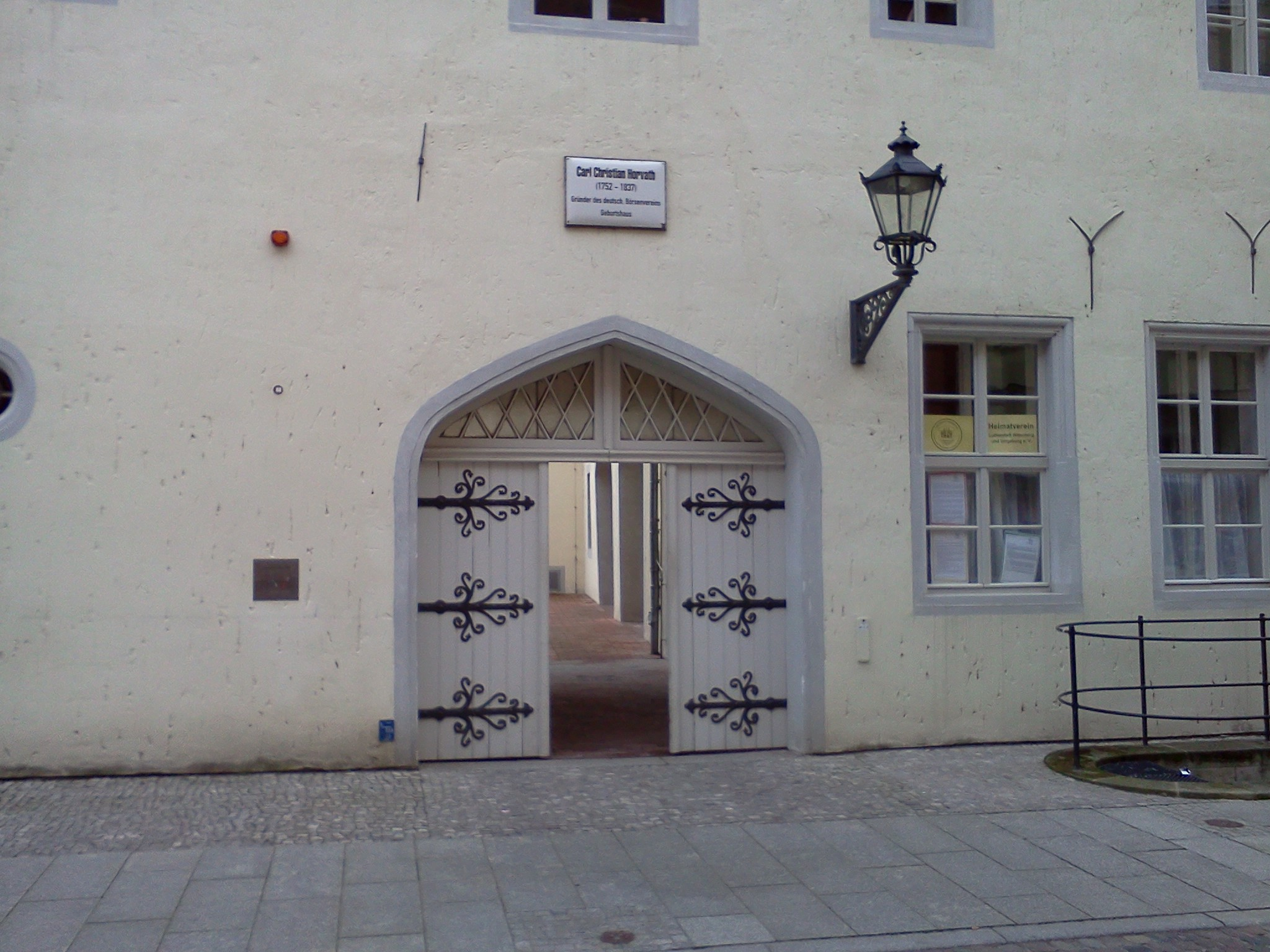
Hofzugang Jüdenstraße

Das Bugenhagenhaus ist ein historisches Gebäude in Lutherstadt Wittenberg. Es ist das älteste evangelische Pfarrhaus der Welt und gehört zu den Gedenkstätten der Reformation. Bis 1997 war es ununterbrochen Wohn- und Wirkungsstätte der Wittenberger Superintendenten.

## Lage und Nutzung
Das Bugenhagenhaus steht auf dem Kirchplatz 9 in unmittelbarer Nachbarschaft zur Stadtkirche und zum Bugenhagendenkmal. In den öffentlich zugänglichen Räumen zeigen Schautafeln die Geschichte des Gebäudes und Bugenhagens Rolle während der Reformation. Seit Abschluss der Baumaßnahmen 2007 dient das Gebäude als Gemeinde- und Begegnungszentrum und für Veranstaltungen der Stadtkirchengemeinde und der Diakonie Akademie für Gesundheit und Soziales. Im Pfarrgarten des Hauses befindet sich unter einer 160-jährigen Buche das Café Klatschmohn.

## Geschichte
Der Theologe Johannes Bugenhagen wird neben Martin Luther und Philipp Melanchthon oft als der dritte Reformator Wittenbergs bezeichnet. Er war hier von 1523 bis 1557 erster evangelischer Stadtpfarrer und lebte bis zu seinem Tod in dem Gebäude, das als Keimzelle des evangelischen Pfarrhauses angesehen wird. Die Verbindung von Wohn- und Amtssitz, die als typisches Merkmal des evangelischen Pfarrhauses gilt, ist allerdings erst für das 17. Jahrhundert zweifelsfrei zu belegen. Ein Inventar von 1686 führt neben Wohn- und Schlafräumen, Ställen und Gesindekammern auch ein Lusthäuschen im Garten und ein Bad mit „Schwitzebank“ und Wanne auf. Zu Bugenhagens Zeit werden in den Quellen nur die Lesestube und die darüber gelegene Studierstube mit der „Liberei“ genannt, die sich weitgehend erhalten haben.
Das Gebäude ist eine dreigeschossige, langgestreckte Anlage aus dem 15. Jahrhundert. Der Kernbau stammt aus der Renaissance. 1604–1606 wurde das Pfarrgebäude aus Mitteln des gemeinen Kastens (Kirchenkasse) aufwendig umgebaut. Wahrscheinlich wurden damals drei oder vier kleinere Häuser zu dem langen Gebäude zusammengefügt. Das alte Fachwerk des Obergeschosses wurde durch Backsteine ersetzt. Auch die großzügige Diele und die Enfilade zum Kirchplatz hin dürften damals entstanden sein. 1732 erhielt das Gebäude ein Mansarddach.
Das Gebäude ist im Lauf der Zeit entsprechend den wechselnden Ansprüchen und Moden weiter verändert worden. Das ist z. B. auch an unterschiedlichen Wandstärken und Fußbodenniveaus im Haus erkennbar. 1907–1910 kam es zu einem tiefgreifenden Umbau des Hauses, der noch heute das Erscheinungsbild maßgeblich bestimmt. So stammt der sogenannte Bugenhagensaal aus dieser Zeit.
2003–2007 wurde das Bugenhagenhaus durch die evangelische Kirchengemeinde und die Wüstenrot Stiftung einer umfassenden Instandsetzung und Sanierung unterzogen. Die Kirchengemeinde finanzierte die Instandsetzung der Innenräume und die Modernisierung der Gebäudetechnik, die Wüstenrot Stiftung die Wiederherstellung der äußeren Gestalt des Hauses (Fassaden, Dach und Vorplatz). Über den Eingängen wurden Bauinschriften und Gedenktafeln angebracht.
Das Bugenhagenhaus steht unter Denkmalschutz und ist als Baudenkmal mit der Erfassungsnummer 094 35940 im Denkmalverzeichnis von Sachsen-Anhalt registriert.